# كايل وليامز (لاعب كرة قدم)
كايل وليامز (بالإنجليزية: Kyle Williams)‏ هو لاعب كرة قدم باهاماسي، ولد في 4 أكتوبر 1987 في ناساو في باهاماس. شارك مع منتخب الباهاما لكرة القدم. أما مع النوادي، فقد لعب مع Tampa Spartans ‏.

## وصلات خارجية
- كايل وليامز على موقع الاتحاد الدولي (مؤرشف)  (الإنجليزية)
- كايل وليامز على موقع قاعدة بيانات كرة القدم.إي يو (الإنجليزية)
- كايل وليامز على موقع ناشيونال فوتبول تيمز (الإنجليزية)